# Route 13 (Alberta)
Pour les articles homonymes, voir Route 13.
La Route 13 est une route ouest / est dans le centre de l'Alberta. Elle relie Alder Flats, sept kilomètres (4 mi) à l'ouest de la route 22 à la frontière de la Saskatchewan, où elle devient la route 14. La route 13 parcourt environ 366 kilomètres (227 mi). À l'est de Wetaskiwin, elle est généralement parallèle à la voie ferrée du Canadien Pacifique Kansas City.

## Description du tracé
Depuis son terminus ouest à Alder Flats, la route se dirige vers l'est. Elle croise d'abord la route 22 et continue vers l'est. Elle passe alors au sud de Buck Lake et de Winfield avant de rencontrer la route 20. La route passe ensuite au sud du Lac Battle, la source de la rivière Battle, et se dirige au sud du Lac Pigeon, passant par les hameaux de Westerose et de Falun avant de croiser la route 2 (Queen Elizabeth II Highway), environ 51 km (32 mi) au sud d'Edmonton,.
À l'est de la route 2, la route 13 entre dans les limites de Wetaskiwin. Elle emprunte 40 Avenue et bifurque vers le nord, en multiplex avec la route 2A, sur 56 Street. Au nord de la ville, elle tourne vers l'est et passe au nord de Gwynne et à Bittern Lake. Après avoir croisé la route 21, elle entre à Camrose comme 48 Avenue.
À l'est de Camrose, la route 13 bifurque vers le sud-est en passant par Ohaton, Bawlf, Daysland et Strome avant d'atteindre une intersection avec la route 36 (Veterans Memorial Highway) à Killam. La route continue vers le sud-est et passe par Sedgewick, Lougheed, Hardisty, Amisk  et Hughenden, croisant la route 41 au nord de Czar. La route continue ensuite son trajet via by Metiskow, Provost et Hayter. Elle atteint alors la frontière de la Saskatchewan et y continue son trajet comme route 14 en direction de Saskatoon,.

## Intersections majeures
| Municipalité rurale / spécialisée             | Ville               | km                                      | Destinations                                       | Notes                                     |
| --------------------------------------------- | ------------------- | --------------------------------------- | -------------------------------------------------- | ----------------------------------------- |
| Comté de Wetaskiwin No 10                     | Alder Flats         | 0,00                                    | Range Road 74 / Township Road 460                  |                                           |
| Comté de Wetaskiwin No 10                     |                     | 6,50                                    | AB-22 – Drayton Valley, Rocky Mountain House       |                                           |
| Comté de Wetaskiwin No 10                     | 20,60               | AB-761 nord                             | Terminus sud de l'AB-761                           |                                           |
| Comté de Wetaskiwin No 10                     |                     | 39,90                                   | AB-20 – Breton, Rimbey                             |                                           |
| Comté de Wetaskiwin No 10                     | 59,30               | Traverse la rivière Battle              | Traverse la rivière Battle                         |                                           |
| Comté de Wetaskiwin No 10                     | 63,70               | AB-771 – Parc provincial de Pigeon Lake |                                                    |                                           |
| Comté de Wetaskiwin No 10                     | Westerose           | 69,70                                   | AB-13A est – Ma-Me-O Beach                         | Terminus ouest de l'AB-13A                |
| Comté de Wetaskiwin No 10                     |                     | 74,60                                   | AB-13A ouest – Ma-Me-O Beach                       | Terminus est de l'AB-13A                  |
| Comté de Wetaskiwin No 10                     | Falun               | 82,00                                   | AB-795 – Calmar                                    |                                           |
| Comté de Wetaskiwin No 10                     |                     | 92,30                                   | AB-2 – Edmonton, Red Deer, Calgary                 | Sortie 482 de l'AB-2                      |
| Ville de Wetaskiwin                           | Ville de Wetaskiwin | 109,50                                  | AB-2A sud (56 Street) – Ponoka                     | Terminus ouest du multiplex avec l'AB-2A  |
| Ville de Wetaskiwin                           | Ville de Wetaskiwin | 109,50                                  | AB-613 est (40 Avenue)                             | Terminus ouest de l'AB-613                |
| Ville de Wetaskiwin                           | Ville de Wetaskiwin | 112,70                                  | AB-2A nord – Leduc, Edmonton                       | Terminus est du multiplex avec l'AB-2A    |
| Ville de Wetaskiwin                           | Ville de Wetaskiwin | 114,30                                  | AB-814 nord / 47 Street – Beaumont                 | Terminus sud de l'AB-814                  |
| Comté de Wetaskiwin No 10                     |                     | 124,90                                  | AB-822                                             |                                           |
| Comté de Camrose                              | Ervick              | 143,40                                  | AB-21 – Edmonton, Three Hills                      |                                           |
| Ville de Camrose                              | Ville de Camrose    | 149,80                                  | AB-13A est (68 Street) – Traffic de transit        | Route de contournement                    |
| Ville de Camrose                              | Ville de Camrose    | 151,80                                  | AB-833 nord (51 Street)                            |                                           |
| Ville de Camrose                              | Ville de Camrose    | 153,70                                  | AB-26 est – Viking                                 | Terminus ouest de l'AB-26                 |
| Ville de Camrose                              | Ville de Camrose    | 155,90                                  | AB-13A ouest (Camerose Drive) – Traffic de transit | Route de contournement                    |
| Comté de Camrose                              |                     | 160,80                                  | AB-56 – Stettler                                   |                                           |
| Comté de Camrose                              | Bawlf               | 180,30                                  | AB-854 – Ryley, Rosalind                           |                                           |
| Comté de Flagstaff                            | Daysland            | 194,50                                  | AB-855 nord – Holden                               | Terminus ouest du multiplex avec l'AB-855 |
| Comté de Flagstaff                            |                     | 196,20                                  | AB-855 sud – Heisler, Forestburg                   | Terminus est du multiplex avec l'AB-855   |
| Comté de Flagstaff                            | Strome              | 209,00                                  | AB-856 sud – Forestburg                            | Terminus nord de l'AB-856                 |
| Comté de Flagstaff                            | Killam              | 223,70                                  | AB-36 – Viking, Castor                             |                                           |
| Comté de Flagstaff                            | Sedgewick           | 234,30                                  | AB-869 sud                                         | Terminus nord de l'AB-869                 |
| Comté de Flagstaff                            | Lougheed            | 246,50                                  | AB-870 nord – Kinsella                             | Terminus sud de l'AB-870                  |
| Comté de Flagstaff                            |                     | 257,70                                  | AB-872 sud – Coronation                            | Terminus nord de l'AB-872                 |
| Comté de Flagstaff                            | Hardisty            | 263,60                                  | AB-881 nord – Irma                                 | Terminus sud de l'AB-881                  |
| Comté de Flagstaff                            |                     | 265,60                                  | Traverse la rivière Battle                         | Traverse la rivière Battle                |
| M.D. Provost No 52                            | Amisk               | 284,40                                  | AB-884 sud – Veteran                               | Terminus nord de l'AB-884                 |
| M.D. Provost No 52                            | Hughenden           | 294,10                                  | AB-603 ouest                                       | Terminus est de l'AB-603                  |
| M.D. Provost No 52                            |                     | 305,10                                  | AB-41 – Czar, Consort, Wainwright                  |                                           |
| M.D. Provost No 52                            | Provost             | 348,00                                  | AB-899 nord – Ribstone                             | Terminus ouest du multiplex avec l'AB-899 |
| M.D. Provost No 52                            | Provost             | 348,00                                  | AB-600 ouest – Cadogan                             | Terminus est de l'AB-600                  |
| M.D. Provost No 52                            | Provost             | 349,60                                  | AB-899 sud – Bodo                                  | Terminus est du multiplex avec l'AB-899   |
| M.D. Provost No 52                            |                     | 366,00                                  | SK-14 – Macklin, Saskatoon                         | Continue en Saskatchewan                  |
| - Terminus de multiplex - Transition de route |                     |                                         |                                                    |                                           |

## Route 13A
La Route 13A est la désignation de deux routes alternatives de la route 13.

### Ma-Me-O Beach
Le premier segment de la route 13A débute 2,0 km (1,2 mi) à l'est de Westerose et prend fin 5,6 km (3,5 mi) à l'ouest de Falun. La route passe dans la réserve de Pigeon Lake 138A. Elle donne accès au village de Ma-Me-O Beach sur la rive sud du Lac Pigeon. Ce segment, lequel passe au nord de la route 13, constitue le tronçon original de la route 13 avant qu'elle ne soit réalignée en contournant la réserve et le village dans les années 2000.

### Camrose
Le deuxième segment de la route 13A est une voie de contournement au sud de Camrose et parcourt 8 km (5,0 mi). Créée en 1989, la route emprunte d'abord 68 Street vers le sud depuis la route 13 (48 Avenue) sur 2,4 km (1,5 mi) et bifurque à l'est pour devenir Camrose Drive, rejoignant à nouveau la route 13 à la limite est de Camrose. La route 13A sert de voie de contournement pour les véhicules lourds et les automobilistes qui peuvent ainsi éviter de traverser la ville.